# Primera División (Schach) 1974
Die Primera División (Schach) 1974 war die höchste Spielklasse der 18. spanischen Mannschaftsmeisterschaft im Schach und wurde mit zehn Mannschaften ausgetragen. Meister wurde die Mannschaft von CA Schweppes Madrid, die den Titelverteidiger CA Caja Insular de Ahorros auf den zweiten Platz verwies. In die Segunda División mussten Leridano-Ruy López Barcelona und CA Barcelona absteigen.

## Modus
Die zehn teilnehmenden Mannschaften spielten ein einfaches Rundenturnier, die beiden Letzten stiegen ab und wurden durch die beiden Ersten der Segunda División ersetzt. Gespielt wurde an vier Brettern, über die Platzierung entschied zunächst die Anzahl der Brettpunkte (ein Punkt für einen Sieg, ein halber Punkt für ein Remis, kein Punkt für eine Niederlage), anschließend die Anzahl der Mannschaftspunkte (zwei Punkte für einen Sieg, ein Punkt für ein Unentschieden, kein Punkt für eine Niederlage).

## Termine und Spielort
Das Turnier wurde vom 23. September bis 1. Oktober im Apartotel Meliá in Alicante ausgetragen.

## Saisonverlauf
Sowohl der Titelkampf als auch der Abstiegskampf enthielten wenig Spannung. CA Schweppes Madrid gewann alle Wettkämpfe und hatte 3,5 Punkte Vorsprung, die beiden Absteiger waren klar abgeschlagen.

## Abschlusstabelle
| Pl. | Verein                       | Sp | G | U | V | Brett-P.  | Mannsch.-P. |
| --- | ---------------------------- | -- | - | - | - | --------- | ----------- |
| 01. | CA Schweppes Madrid          | 9  | 9 | 0 | 0 | 29,0:7,0  | 18:0        |
| 02. | Caja Insular de Ahorros (M)  | 9  | 6 | 2 | 1 | 25,5:10,5 | 14:4        |
| 03. | CE Espanyol Barcelona        | 9  | 5 | 1 | 3 | 22,0:14,0 | 11:7        |
| 04. | CE Terrassa                  | 9  | 5 | 1 | 3 | 20,5:15,5 | 11:7        |
| 05. | UGA Barcelona                | 9  | 4 | 2 | 3 | 19,0:17,0 | 10:8        |
| 06. | Asociación Barcinona         | 9  | 3 | 2 | 4 | 17,5:18,5 | 8:10        |
| 07. | GE Aviaco Madrid             | 9  | 1 | 4 | 4 | 15,0:21,0 | 6:12        |
| 08. | CA Peña Rey Ardid Bilbao     | 9  | 1 | 3 | 5 | 14,5:21,5 | 5:13        |
| 09. | Leridano-Ruy López Barcelona | 9  | 2 | 1 | 6 | 9,0:27,0  | 5:13        |
| 10. | CA Barcelona                 | 9  | 1 | 0 | 8 | 8,0:28,0  | 2:16        |

### Entscheidungen
|     | spanischer Mannschaftsmeister: CA Schweppes Madrid                            |
|     | Absteiger in die Segunda División: Leridano-Ruy López Barcelona, CA Barcelona |
| (M) | Titelverteidiger                                                              |

### Kreuztabelle
| Ergebnisse | Ergebnisse                   | 01. | 02. | 03. | 04. | 05. | 06. | 07. | 08. | 09. | 10. |
| ---------- | ---------------------------- | --- | --- | --- | --- | --- | --- | --- | --- | --- | --- |
| 01.        | CA Schweppes Madrid          |     | 2½  | 3   | 3   | 3½  | 3½  | 3   | 3   | 4   | 3½  |
| 02.        | Caja Insular de Ahorros      | 1½  |     | 3½  | 3   | 2½  | 2   | 2   | 3   | 4   | 4   |
| 03.        | CE Espanyol Barcelona        | 1   | ½   |     | 1½  | 2½  | 3½  | 2   | 3½  | 3½  | 4   |
| 04.        | CE Terrassa                  | 1   | 1   | 2½  |     | 1   | 2½  | 3   | 2   | 4   | 3½  |
| 05.        | UGA Barcelona                | ½   | 1½  | 1½  | 3   |     | 2   | 3   | 2   | 3   | 2½  |
| 06.        | Asociación Barcinona         | ½   | 2   | ½   | 1½  | 2   |     | 1½  | 3   | 3½  | 3   |
| 07.        | GE Aviaco Madrid             | 1   | 2   | 2   | 1   | 1   | 2½  |     | 2   | 2   | 1½  |
| 08.        | CA Peña Rey Ardid Bilbao     | 1   | 1   | ½   | 2   | 2   | 1   | 2   |     | 1½  | 3½  |
| 09.        | Leridano-Ruy López Barcelona | 0   | 0   | ½   | 0   | 1   | ½   | 2   | 2½  |     | 2½  |
| 10.        | CA Barcelona                 | ½   | 0   | 0   | ½   | 1½  | 1   | 2½  | ½   | 1½  |     |

## Die Meistermannschaft
| 1.            | CA Schweppes Madrid |
| Schachfiguren | Jesús Díez del Corral, Román Torán Albero, Ricardo Calvo Mínguez, Juan Manuel Bellón López, Francisco Javier Sanz Alonso, Ernesto Palacios de la Prida. |